# Ashmeadiella holtii
Ashmeadiella holtii är en biart som beskrevs av Cockerell 1898. Ashmeadiella holtii ingår i släktet Ashmeadiella och familjen buksamlarbin. Inga underarter finns listade i Catalogue of Life.